# Princeton Owusu-Ansah
Princeton Owusu-Ansah (ur. 12 sierpnia 1976) – ghański piłkarz grający na pozycji pomocnika. W reprezentacji Ghany rozegrał 25 meczów i strzelił 1 gola.

## Kariera klubowa
Karierę piłkarską rozpoczął w klubie Ashanti Gold. W 1996 roku zadebiutował w jego barwach w ghańskiej Premier League. W Ashanti Gold grał do 2004 roku. Wraz z Ashanti wystąpił w 1997 roku w finale Ligi Mistrzów, przegranym z Rają Casablanca (1:0, 0:1, k. 4:5).
W 2004 roku Owusu-Ansah odszedł do węgierskiego klubu Nyíregyháza Spartacus. W 2005 roku spadł z nim z pierwszej do drugiej ligi węgierskiej. W 2006 roku zakończył karierę.

## Kariera reprezentacyjna
W reprezentacji Ghany Owusu-Ansah zadebiutował w 1997 roku. W 1998 roku był w kadrze Ghany na Puchar Narodów Afryki 1998, na którym był rezerwowym i nie rozegrał żadnego spotkania. W 2002 roku został powołany do kadry Ghany na Puchar Narodów Afryki 2002. Na tym turnieju wystąpił w 4 meczach: z Marokiem (0:0), z Republiką Południowej Afryki (0:0), z Burkina Faso (2:1) i ćwierćfinale z Nigerią (0:1). W kadrze narodowej od 1997 do 2002 roku rozegrał 25 meczów i strzelił 1 gola.